# Посёлок имени Ильича (Кемеровская область)
Посёлок и́мени Ильича́ — посёлок в Беловском районе Кемеровской области. Входит в состав Новобачатского сельского поселения.

## География
Центральная часть населённого пункта расположена на высоте 244 м над уровнем моря.

## Население
| 2010 |
| ---- |
| 213  |

### Половой состав
По данным Всероссийской переписи населения 2010 года, в посёлке проживало 213 человек (103 мужчины, 110 женщин).